# Futbol a Belarús

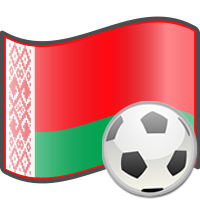

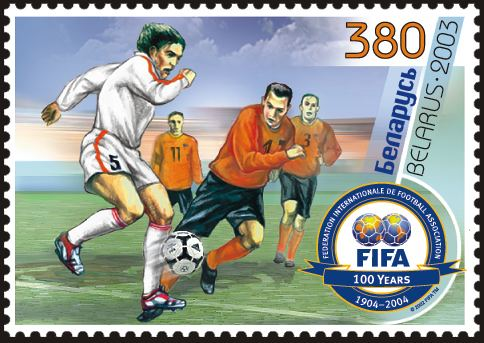
Segell de Belarús amb motiu del centenari de la FIFA.

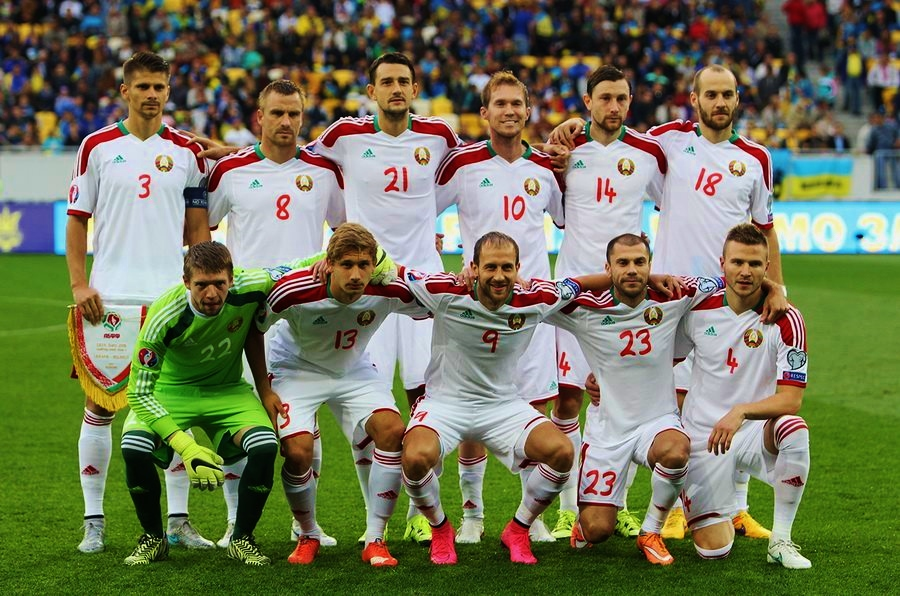
Selecció de Belarús.

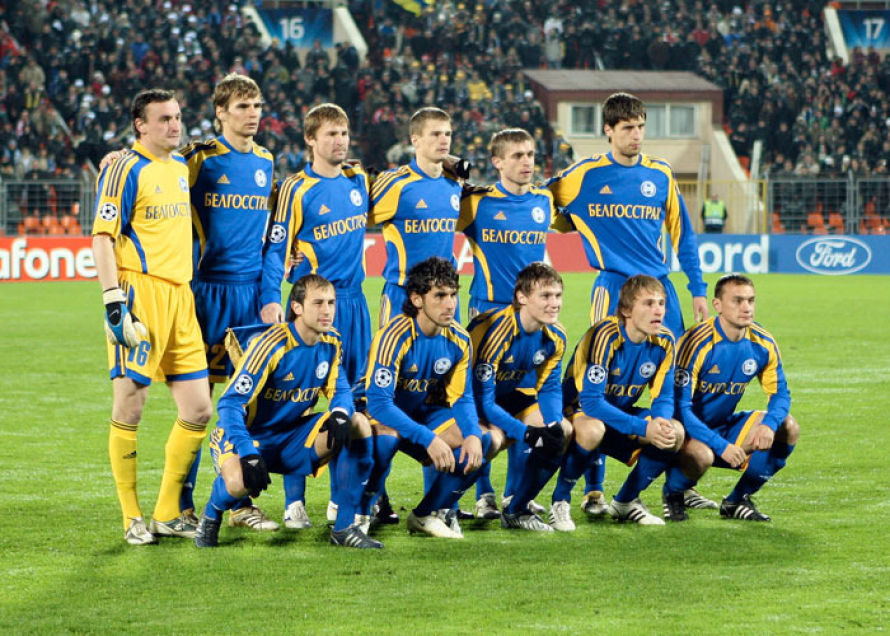
BATE Borisov.

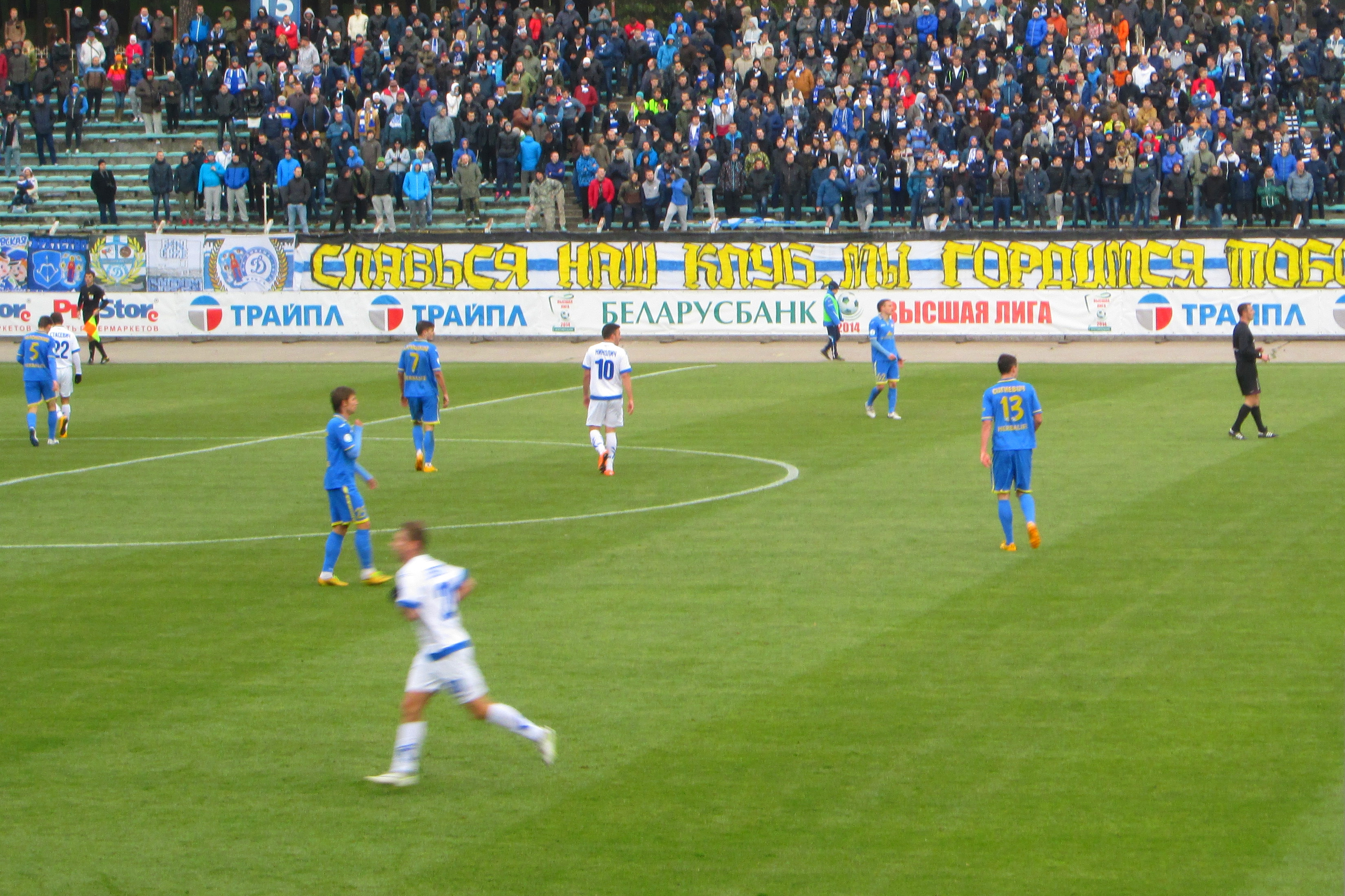
Dinamo Minsk vs BATE, 2014.

El futbol és l'esport més popular a Belarús, seguit de molt a prop per l'hoquei sobre gel.

## Història
Durant l'etapa soviètica el Dinamo Minsk fou el club més poderós del país, participant en la màxima divisió soviètica assíduament, així com en competicions europees.
El país guanyà la independència el 1991, i des d'aleshores la federació és membre de FIFA i UEFA. Des del segle XXI el club més destacat del país és el BATE Borisov.

## Competicions
- Lliga belarussa de futbol
- Copa belarussa de futbol
- Supercopa belarussa de futbol

## Principals clubs
Clubs amb més títols de lliga i copa de Belarús:
- BATE Borisov
- Dinamo Minsk
- Slavia Mozyr
- Shakhtyor Soligorsk
- Gomel
- Belshina Bobruisk
- Dnepr Mogilev
- Vitebsk
- Neman Grodno
- Dinamo Brest

## Jugadors destacats
Fonts:
Des de 1960
- Eduard Malofeyev

Des de 1970
- Aleksandr Prokopenko

Des de 1980
- Serguei Alèinikov
- Sjarhej Baroŭski
- Siarhei Hòtsmanau
- Ihar Hurynovič
- Georgi Kondratiev
- Viktor Yanushevsky

Des de 1990
- Sergei Gorlukovich
- Alyaksandr Khatskevich
- Alyaksandr Kulchy
- Gennady Tumilovich
- Andrei Zigmantòvitx

Des de 2000
- Syarhey Amelyanchuk
- Sergei Gurenko
- Alexander Hleb
- Vyacheslav Hleb
- Vitali Kutuzov
- Maksim Ramàixtxanka
- Sergei Shtanyuk
- Yuri Zhevnov

Des de 2010
- Syarhey Kislyak
- Sergey Kornilenko
- Alyaksandr Martynovich
- Vitali Rodionov
- Íhar Xítau

## Principals estadis

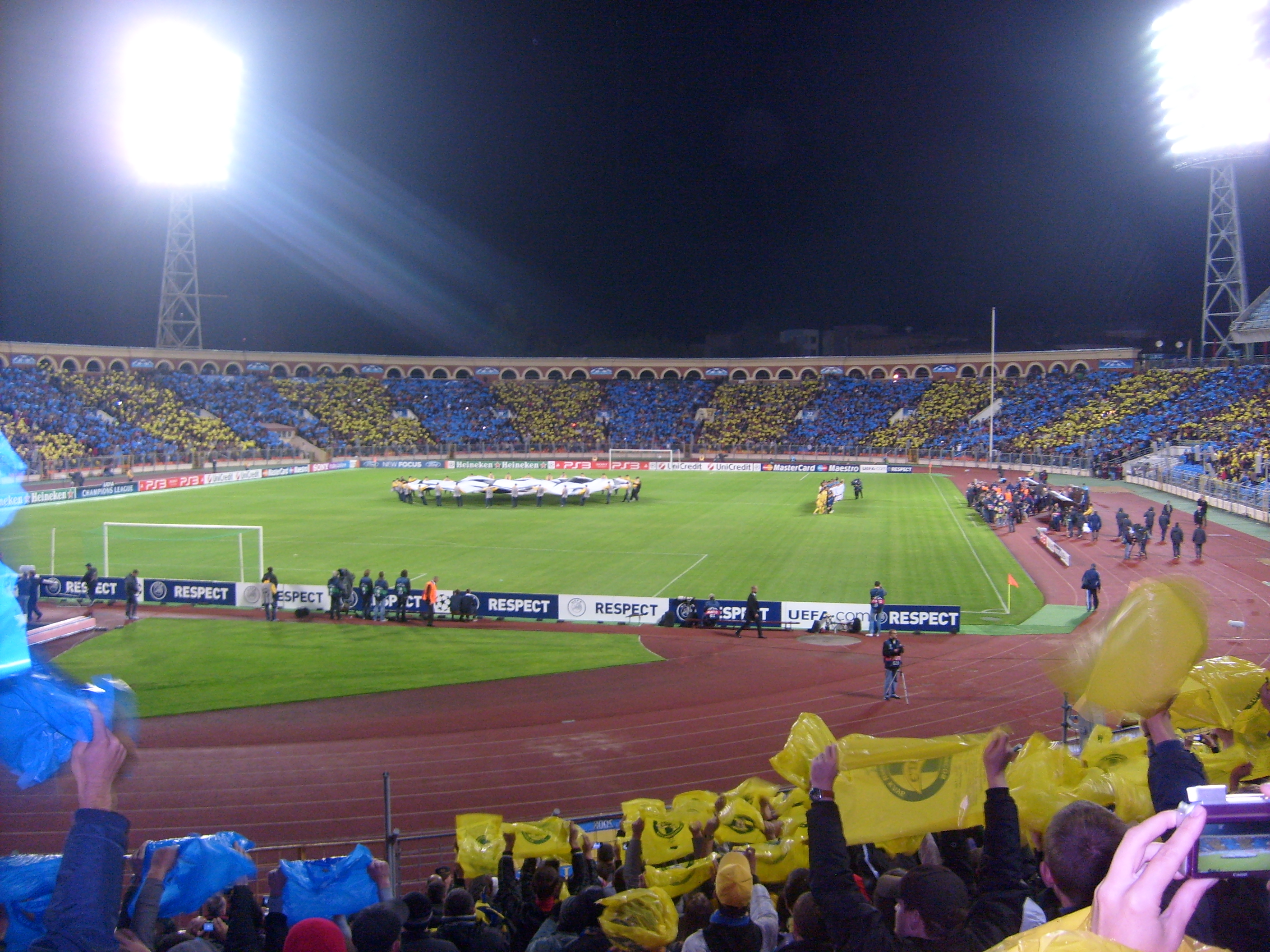
BATE-Barcelona a l'estadi Dinamo de Minsk, 2011.

| # | Estadi        | Capacitat | Ciutat  |
| - | ------------- | --------- | ------- |
| 1 | Dinamo        | 22.000    | Minsk   |
| 2 | Traktor       | 16.500    | Minsk   |
| 3 | Centralny     | 14.500    | Gomel   |
| 4 | Borisov Arena | 13.126    | Barysaw |
| 5 | OSK Brestskiy | 10.080    | Brest   |